# Soumbeyla Diakité
Pour les articles homonymes, voir Diakité.
Soumbeyla Diakité est un footballeur malien, né le 25 août 1984 à Bamako. Il évolue au poste de gardien de but.
Il joue en Iran avec l’équipe de l'Esteghlal Khuzestan depuis 2014. Il joue également avec l’équipe nationale,.

## Biographie
Il participe notamment à quatre Coupes d'Afrique des nations avec l'équipe du Mali.
Il s'illustre avec ses deux arrêts aux tirs au but face à l'Afrique du Sud en quart de finale de la Coupe d'Afrique des nations 2013.

## Carrière
- 2003-2014 : Stade malien
- Depuis 2014 : Esteghlal Khuzestan